# Hustota pravděpodobnosti
Hustota pravděpodobnosti (hustota rozdělení pravděpodobnosti, anglicky Probability Density Function, PDF) v teorii pravděpodobnosti je funkce, jejíž integrací na kterémkoli vzorku (podmnožině prostoru elementárních jevů) vyjde relativní pravděpodobnost, že hodnota náhodné proměnné by se rovnala tomuto vzorku. Hodnota PDF ve dvou různých vzorcích spojité náhodné proměnné může být při libovolném náhodném pokusu použita k porovnání, o kolik pravděpodobnější je, že náhodná proměnná by se rovnala jednomu vzorku ve srovnání s druhým vzorkem. Přitom absolutní pravděpodobnost, že spojitá náhodná proměnná nabyde přesně jakékoli konkrétní hodnoty je 0, protože existuje nekonečná množina možných hodnot, které mohou nastat. (Pro spojitou náhodnou veličinu také obecně neplatí, že i její hustota pravděpodobnosti je spojitá.)
PDF se používá ke stanovení pravděpodobnosti , že náhodná proměnná spadá do určitého intervalu hodnot namísto libovolné jediné hodnoty. Tato pravděpodobnost je určena integrálem PDF této proměnné nad uvedeným rozsahem, který si lze představit jako plochu ohraničenou funkcí hustoty a vodorovnou osou, a mezi nejnižší a nejvyšší hodnotou daného intervalu. Funkce hustoty pravděpodobnosti je všude nezáporná a její integrál v celém prostoru je roven 1.
Termín funkce rozdělení pravděpodobnosti se může vztahovat i na kumulativní distribuční funkci, nebo se může jednat spíše o funkci pravděpodobnosti (PMF) než hustotu. Samostatný termín funkce hustoty se také používá pro funkci pravděpodobnosti, což vede k dalšímu zmatku.
Obecně se v kontextu diskrétních náhodných proměnných (náhodných proměnných, které berou hodnoty na spočetné množině) používá termínu funkce pravděpodobnosti (PMF), zatímco hustota pravděpodobnosti (PDF) se používá v souvislosti se spojitými náhodnými proměnnými.

## Definice
Je-li {\displaystyle \rho (x)} hustota pravděpodobnosti spojité náhodné veličiny {\displaystyle X}, pak platí
{\displaystyle \int _{\Omega }\rho (x)\mathrm {d} x=1\,},
kde {\displaystyle \Omega } je definiční obor veličiny {\displaystyle X}. Pro hodnoty {\displaystyle x} mimo definiční obor {\displaystyle \Omega } je hustota pravděpodobnosti nulová, takže {\displaystyle \rho (x)=0} pro {\displaystyle x\notin \Omega }.
Ze znalosti hustoty pravděpodobnosti {\displaystyle \rho (x)} je možné určit pravděpodobnost, že náhodná veličina {\displaystyle X} nabývá hodnotu z intervalu {\displaystyle \langle x_{1},x_{2}\rangle }, tedy
{\displaystyle P[x_{1}\leq X\leq x_{2}]=\int _{x_{1}}^{x_{2}}\rho (x)\mathrm {d} x}

## Vlastnosti
Pravděpodobnost, že spojitá náhodná veličina nabývá určité (přesně dané) hodnoty, je nulová, což plyne z definice výše. Důsledkem toho je, že pro spojitou náhodnou veličinu platí vztahy
{\displaystyle P[x_{1}\leq X\leq x_{2}]=P[x_{1}<X\leq x_{2}]=P[x_{1}\leq X<x_{2}]=P[x_{1}<X<x_{2}]}
Na rozdíl od pravděpodobnosti může funkce hustoty pravděpodobnosti nabývat hodnoty větší než jedna. Například rovnoměrné rozdělení na intervalu [0, ½] má hustotu pravděpodobnosti f(x) = 2 pro 0 ≤ x ≤ ½ a f(x) = 0 v ostatních případech.
Lze dokázat, že mezi hustotou pravděpodobnosti {\displaystyle \rho (x)} a distribuční funkcí {\displaystyle F(x)} platí vztah
{\displaystyle \rho (x)={\frac {\mathrm {d} F(x)}{\mathrm {d} x}}},
pokud derivace distribuční funkce v daném bodě {\displaystyle x} existuje.
Standardní normální rozdělení má hustotu pravděpodobnosti
{\displaystyle f(x)={\frac {1}{\sqrt {2\pi }}}\;e^{-x^{2}/2}.}